# Атлантична меридіональна перекидальна циркуляція

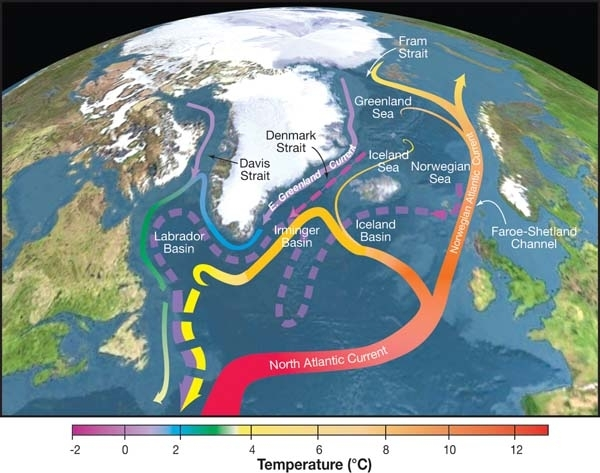
Топографічна карта Північних морів і субполярних басейнів з поверхневими течіями (суцільні криві) і глибинними течіями (штрихові криві), які утворюють частину атлантичної меридіональної перекидної циркуляції. Кольори кривих вказують на приблизні температури.

Атлантична меридіональна перекидна циркуляція (англ. Atlantic meridional overturning circulation, AMOC) — основна система океанічних течій в Атлантичному океані.:2238
Складова системи циркуляції океану Землі та відіграє важливу роль у кліматичній системі.
AMOC містить атлантичні течії на поверхні та на великих глибинах, які викликані змінами погоди, температури та солоності.
Ці течії складають половину глобальної термогалінної циркуляції, яка містить потік основних океанських течій, іншу половину становить перекидальна циркуляція Південного океану.
AMOC складається з північного потоку теплої, солонішої води у верхніх шарах Атлантики та південного зворотного потоку холодної, солоної глибинної води.
Тепла вода з півдня є солонішою через вищу швидкість випаровування в тропічній зоні.
Тепла солона вода утворює верхній шар океану («термоклін»), але коли цей шар охолоджується, щільність солоної води збільшується, змушуючи її занурюватися на глибину.
Це важлива частина двигуна AMOC-системи.
Кінцівки з'єднані між собою областями перекидання в Північних морях і Південному океані.
Місця перекидання пов’язані з інтенсивним обміном тепла, розчиненого кисню, вуглецю та інших поживних речовин і дуже важливі для екосистем океану та його функції як поглинача вуглецю.
Зміни в силі AMOC можуть вплинути на кілька елементів кліматичної системи.:2238
Зміна клімату може послабити AMOC через збільшення вмісту тепла в океані та збільшення потоків прісної води від танення льодовикових покривів.
Дослідження з використанням океанографічних реконструкцій припускають, що станом на 2015 рік AMOC є слабшим, ніж це було до промислової революції.
Існують різні думки щодо відносного внеску різних факторів, і незрозуміло, наскільки це ослаблення пов'язане зі зміною клімату чи природною мінливістю циркуляції протягом тисячоліть.
Кліматичні моделі передбачають подальше ослаблення AMOC у ХХІ столітті;:19 
це послаблення вплине на середню температуру повітря над Скандинавією та Великою Британією, оскільки ці регіони нагріваються Північноатлантичною течією.
Послаблення AMOC також прискорить підвищення рівня моря біля берегів Північної Америки та зменшить первинне виробництво в Північній Атлантиці.
Серйозне ослаблення AMOC може призвести до колапсу циркуляції, який не буде легко оборотним і, таким чином, є однією з переломних точок у кліматичній системі.
Колапс суттєво знизить середню температуру та кількість опадів в Європі.
Це також може збільшити частоту екстремальних погодних явищ та мати інші серйозні наслідки.
Кліматичні моделі вказують на те, що колапс малоймовірний і стане ймовірним лише в тому випадку, якщо високий рівень потепління (≥4 °C)
збережеться довго після 2100 року.
Деякі палеоокеанографічні дослідження, підтримують цю ідею.
Деякі дослідники побоюються, що складні моделі надто стабільні
і що прогнози меншої складності, які вказують на ранній крах, точніші.
Один із цих прогнозів припускає, що колапс AMOC може статися приблизно у 2057 році,
але багато вчених скептично ставляться до цього прогнозу.
Деякі дослідження також припускають, що циркуляція Південного океану може бути більш схильною до колапсу, ніж AMOC.

## Загальна структура

AMOC по відношенню до глобальної термогалінної циркуляції (анімація)

AMOC є основною системою течій в Атлантичному океані,:2238,
а також є частиною глобальної термогалінної циркуляції , яка з’єднує Світовий океан єдиним «конвеєром» безперервного водообміну.
Зазвичай відносно тепла, менш солона вода залишається на поверхні океану, тоді як глибокі шари холодніші, щільніші та солоніші, що називається стратифікацією океану.
Глибинна вода з часом набуває тепла та/або втрачає солоність під час обміну зі змішаним шаром океану, стає менш щільною та піднімається до поверхні.
Різниця в температурі та солоності існує між шарами океану та між частинами Світового океану, і разом вони керують термогалінною циркуляцією.
Тихий океан є менш солоним, ніж інші океани, тому що він отримує велику кількість свіжих опадів.
Його поверхневі води недостатньо солоні, щоб опускатися нижче, ніж на кілька сотень метрів, тобто вода з глибин океану повинна надходити звідкись.
Океанська вода в Північній Атлантиці є солонішою, ніж в Тихому океані, частково через те, що значне випаровування на поверхні концентрує сіль у воді, що залишилася, а частково через те, що морський лід поблизу Полярного кола викидає сіль, коли замерзає взимку.
Що ще важливіше, волога, що випаровується в Атлантиці, швидко виноситься атмосферною циркуляцією, перш ніж вона може випасти назад у вигляді дощу.
Пасати переміщують цю вологу через Центральну Америку та до східної північної частини Тихого океану, де вона випадає у вигляді дощу.
Великі гірські хребти, такі як Тибетське плато, Скелясті гори та Анди, перешкоджають будь-якому еквівалентному переносу вологи назад до Атлантики.
Завдяки цьому процесу поверхнева вода Атлантики стає солоною і, отже, щільною, зрештою опускаючись вниз, утворюючи північноатлантичні глибинні води (англ. North Atlantic Deep Water, NADW).
Утворення NADW в основному відбувається в Північних морях і включає складну взаємодію регіональних водних мас, таких як переливні води Данської протоки (DSOW), переливні води Ісландії та Шотландії (ISOW) і переливні води Північних морів.
Води моря Лабрадор також можуть відігравати важливу роль, але все більше доказів свідчать про те, що вода в морях Лабрадора та Ірмінгера в основному рециркулює через Північноатлантичний вир і мало пов’язана з рештою AMOC.

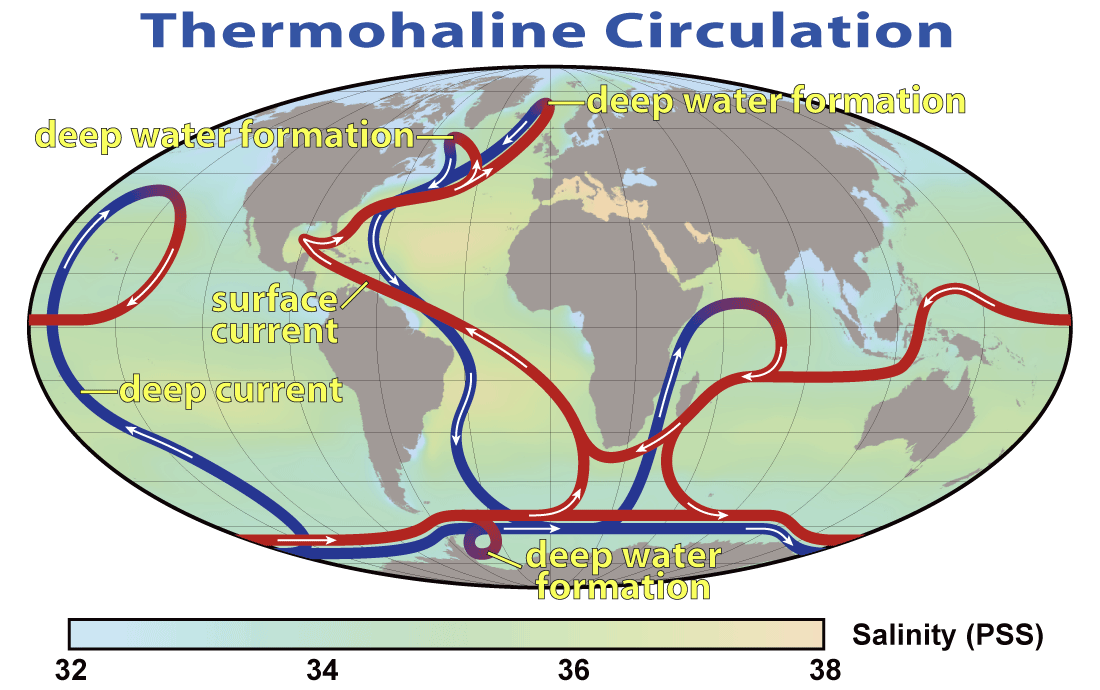
Короткий опис шляху термогалінної циркуляції. Сині риски представляють глибоководні течії, а червоні – поверхневі течії

NADW не є найглибшим шаром води в Атлантичному океані; Антарктичні придонні води (англ. Antarctic bottom water, AABW) завжди є найщільнішим і найглибшим шаром океану в будь-якому басейні глибше 4000 м.
Оскільки верхня частина AABW зазнає апвелінгу, вона зливається з NADW і посилює її.
Утворення NADW також є початком нижньої циркуляції.
Даунвеллінг, яке формує NADW, врівноважується рівною кількістю висхідного потоку.
У західній Атлантиці перенос Екмана, збільшення змішування шарів океану, спричинене діяльністю вітру, призводить до сильного апвелінгу в Канарській течії та Бенгельській течії, які розташовані на північно-західному та південно-західному узбережжях Африки.
Станом на 2014 рік апвелінг значно сильніший в районі Канарської течії, ніж Бенгельської течії, хоча протилежна картина існувала до закриття Центральноамериканського морського шляху в пізньому пліоцені.
У Східній Атлантиці значний апвелінг відбувається лише в певні місяці року, оскільки глибинний термоклин цього регіону означає, що він більше залежить від стану температури поверхні моря, ніж від активності вітру.
Існує також багаторічний цикл апвелінгу, який відбувається синхронно з циклом Ель-Ніньо/Ла-Нінья.
У той же час NADW рухається на південь і на південному кінці Атлантичного трансекту, приблизно 80% його маси зазнає апвелінгу в Південному океані,
з'єднуючи його з перекидною циркуляцією Південного океану (SOOC).
Після апвелінгу вода, як вважається, має один із двох шляхів.
Вода, яка зазнає апвелінгу на поверхню поблизу Антарктиди, ймовірно, буде охолоджена антарктичним морським льодом і занурюється назад у нижній рівень циркуляції.
Частина цієї води знову приєднається до AABW, але решта потоку нижнього рівня зрештою досягне глибин Тихого та Індійського океанів.
Вода, яка зазнає апвелінгу на нижчих, вільних від льоду широтах, рухається далі на північ завдяки екманівському переносу та надходить до верхнього шару.
Тепла вода верхнього шару відповідає за зворотний потік до Північної Атлантики, який відбувається в основному біля узбережжя Африки та через Індонезійський архіпелаг.
Коли ця вода повертається в Північну Атлантику, вона стає холоднішою і щільнішою, і занурюється, повертаючись до NADW.